# Joe Davison (cầu thủ bóng đá, sinh năm 1919)
Joe Davison (29 tháng 7 năm 1919 – 1983) là một cầu thủ bóng đá người Anh có 240 lần ra sân ở Football League thi đấu ở vị trí hậu vệ cho Darlington trong những năm sau Thế chiến thứ hai. Ông sinh ra ở Newcastle upon Tyne, và cũng thi đấu bóng đá non-league cho Throckley Welfare và North Shields.